# Alvania aequisculpta
Alvania aequisculpta är en snäckart som beskrevs av Keep 1887. Alvania aequisculpta ingår i släktet Alvania och familjen Rissoidae. Inga underarter finns listade i Catalogue of Life.